# Imigração cabo-verdiana no Brasil
A imigração cabo-verdiana no Brasil é um fato recente. Muitos cabo-verdianos, assim como os angolanos e moçambicanos, estão no país latino-americano com vistos de estudante ou de trabalho.